# گنج زندگان
گنجِ زندگان (به پارسی میانه:niyân i zindagân) یا کنز الاحیاء نام یکی از هفت کتاب اصلی مانی پدیدآورنده کیش مانوی است.